# Діти у Візантії

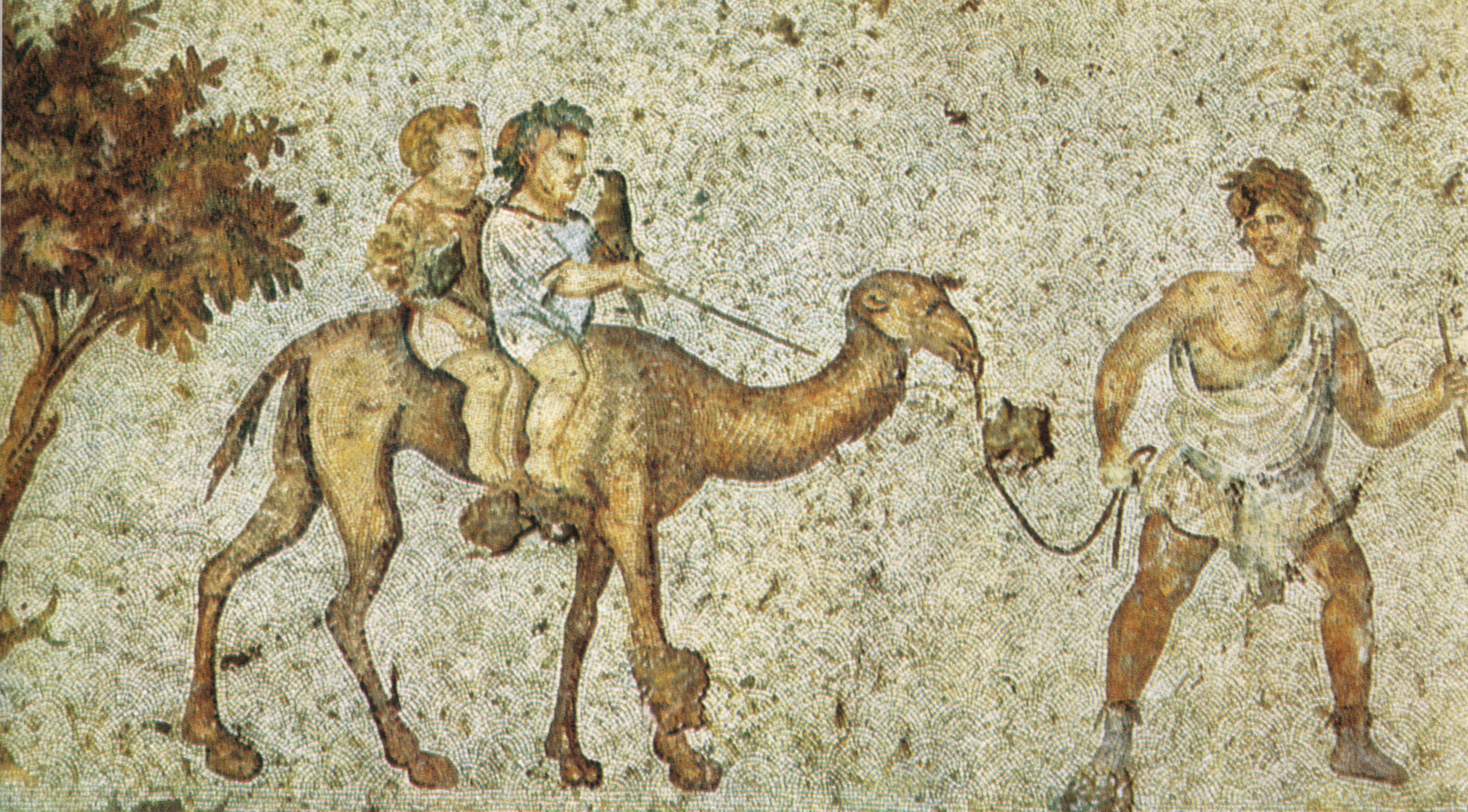
Катання дітей на верблюді (мозаїка Великого палацу в Константинополі, VI століття)

Діти у Візантії — окрема категорія мешканців імперії. З погляду законодавства повна правоздатність наставала у віці 25 років, проте в деяких випадках вікові межі були іншими. Джерелами знань про візантійських дітей є в основному правові та агіографічні тексти. Важливим аспектом життя дитини у Візантії було одержання нею освіти, що зазвичай починалося у віці 6 або 7 років. Поширеним явищем у Візантії були шлюби серед дітей, які часто укладалися у віці близько 10 років. У цьому ж віці діти могли вступати в монастирі.[джерело?] Кількість дітей у сім'ях у середньому була невелика, однак за рахунок невисокої тривалості життя їх частка в суспільстві була значною. Очікування від дітей були — продовження роду, успадкування сімейної власності, турбота про батьків, їх поховання та посмертна пам'ять.
У Візантії держава приділяла значну увагу становищу дітей, які залишилися без піклування батьків. Законодавство встановлювало відповідальність за залишення дітей, заохочувало брати в сім'ю прийомних дітей. Існувала система державних притулків. На відміну від Стародавнього Риму, де батько сімейства був владний над життям і смертю дитини, у Візантії дітовбивство було заборонене.
Наразі вивчення дитинства у Візантії йде за багатьма напрямками. Дослідження, що проводяться на основі аналізу збережених літературних джерел, дозволили вивчити питання соціальної ідентичності, правового статусу, освіти й матеріального становища дітей, впливу на них культурного й релігійного оточення. Починаючи з кінця XX століття з'явилися численні археологічні дані, важливі для детальнішого розуміння життя й здоров'я візантійських дітей.

## Концепція дитинства

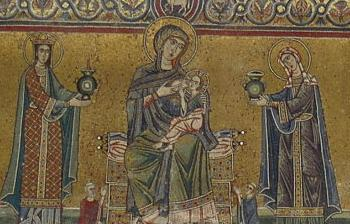
Богородиця Годувальниця, мозаїка з Санта Марія в Трастевере, Рим

У період Античності існували різні погляди на періодизацію життя людини. За однією з точок зору, що зустрічалася вже у Піфагора, слід виділяти чотири вікові групи (згідно з числом пір року), кожному з яких відводилося по 20 років. За Гіппократом людина у своєму житті проходила сім стадій, кожна тривалістю сім років. У християнський період ця семичастна схема була переосмислена як вказівка на сім днів Творіння; такого погляду дотримувалися, наприклад, богослов VII століття Анастасій Синаїт й історик XI століття Михайло Пселл. Письменник I століття до н. е. Марк Теренцій Варрон запропонував схему людського життя з чотирьох частин по 15 років.
Антична традиція пропонувала також окрему періодизацію дитинства. За Сораном Ефеським (I—II століття) і Галеном період дитинства можна було розділити на три фази: дитинство — від народження до семи місяців, коли з'являються перші зуби, або до 2 років, коли дитина починає говорити; до семи років, коли з'являються всі молочні зуби; третя фаза, яку пов'язують з статевим дозріванням для дівчаток починалась з 12 років, для хлопчиків з 14 років. Існували й інші схеми поділу. Специфічна термінологія щодо періодизації дитинства вживалася в житійній літератури. У ній дитинство вважалося завершеним до 12 років у дівчаток і 14 років у хлопчиків. Законодавством, починаючи з епохи Македонської династії, виділявся вік 7 років, починаючи з якого вважалося, що дитина могла усвідомити тяжкість вчиненого ним правопорушення та могла бути за нього покарана, зокрема, через страту. З погляду християнства становила інтерес відповідь на питання, з якого віку дітьми усвідомлюється гріховність їх вчинків. Як правило, різні коментатори вважали, що точний вік тут визначити неможливо.
З погляду традицій римського і візантійського права до 25 років людина не вважалася дорослою, проте розпоряджатися своїм майном чоловіки могли вже у віці 20 років, а жінки — починаючи з 18 років. Мінімальний вік шлюбу встановлювався для юнаків 15 років і 13 років для дівчат. Для позначення як хлопчиків, так і дівчаток використовувалися грецькі слова дав.-гр. τέκνον (téknon) і дав.-гр. παῖς ‎(páī̈s). За цього перше з них більше стосувалося духовної спорідненості, а друге могло також застосовуватися до рабів. У візантійській грецькій мові існували окремі поняття для дітей різного віку — новонародженої дитини, немовляти тощо. Хлопчиків у віці з 14 до 25 років називали ефебами ἔφηβος (éfivos).
Питання про місце дітей у візантійському суспільстві є дискусійним. З одного боку відносна кількість дітей, імовірно, була великою. Так, наприклад, за даними А. Лаіу, зібраним для спільнот македонських селян початку XIV століття, 50 % чоловіків мали вік до 20 років, тоді як лише 6 % чоловіків і 7 % жінок були старшими 45 років. З іншого боку той факт, що діти були настільки інтегровані в доросле життя, викликав у деяких дослідників сумнів у тому, що в таких умовах міг виділятися специфічний стан «дитинства» з притаманними йому в сучасному західному розумінні якостями. Такий погляд в 1960-х роках обґрунтовував французький історик сім'ї Філіп Арьєс, чия книга «L'enfant et la vie familiale sous l'Ancien Régime» (1960) вважається основоположною у вивченні розвитку поняття дитинства. Надалі підхід Арьєса часто критикувався за перенесення сучасних понять на ранню епоху і некритичне ставлення до іконографічних джерел. Так, протилежної точки зору дотримується сучасний медієвіст Н. Орме, згідно з яким діти 500 або 1000 років тому були такими ж, як і зараз. Наразі в результаті інтенсивного розвитку знань про роль дитинства за останні 50 років склалося уявлення про важливість дитинства й пов'язаної з ним частини суспільства, починаючи з епохи класичної античності.
У порівнянні з середньовічною Західною Європою дитинство у Візантії вивчено значно гірше. Першим дослідженням на цю тему була робота 1938 року Ф. Кукулеса, присвячена догляду за дітьми. У 1970-ті роки низка важливих робіт з соціальних і законодавчих аспектів візантійського дитинства опублікувала Е. Патлагеан. Огляд напрямків досліджень за станом на 2009 рік міститься в передмові до збірки статей Becoming Byzantine: Children and Childhood in Byzantium.

## Розвиток дитини

### До й після народження

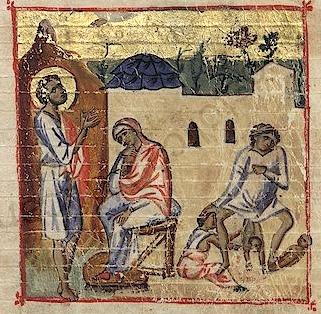
Ревека народжує Ісава і Якова, мініатюра з рукопису XI століття. Ватиканська бібліотека, gr. 747, 46v

Метою укладення шлюбу у Візантії було народження дітей, необхідних для забезпечення продовження існування сім'ї. З боку церкви пропаганда збереження цноти в перші століття існування християнства до IV століття змінилася визнанням важливості укладення шлюбу й продовження роду. Держава сприяла розвитку інституту шлюбу змінами в законодавстві. Відповідно, бездітність сприймалася як велике нещастя, що заподіює особливі страждання жінкам, чия роль в сім'ї в результаті материнства значно підвищувалася. Взагалі, за зауваженням А. Лаіу, «відтворення людських ресурсів» було основним завданням візантійських жінок з погляду суспільства. Тема бездітності і пов'язаних з нею проблем поширена в житійній літературі — від неї часто страждали батьки майбутніх святих, згадуються бажання народження сина після народження кількох дочок, звернення до святих з метою позбавлення від бездітності. З метою домогтися бажаного зачаття жінки вдавалися як до божої допомоги, так і до народних засобів (заяча кров, гусячий жир), носили амулети, вдавалися до магії й астрології. За бажання за всяку ціну подолати цю біду безплідних жінок критикував Іван Золотоустий. Не завжди діти були бажані, в зв'язку з чим були нерідкими випадки дітовбивства. Одне з найбільших дитячих поховань ранньовізантійського періоду виявлено в ізраїльському Ашкелоні, що налічує близько ста дитячих решток, переважно хлопчиків. Вважається, що це діти повій. Менша кількість решток дівчаток пояснюють їх більшою економічною цінністю як майбутніх повій.

Візантійські жінки народжували переважно у себе вдома, однак існували і пологові будинки (дав.-гр. λοχοκομεία (lokhokomeia)). Сім таких закладів загалом на 40 ліжок заснував у різних округах Александрії папа і патріарх Іоанн V (роки понтифікації 610—619). Однак це єдина звістка про існування пологових будинків у Візантії, хоча в XII столітті відомо про невелику лікарню для жінок в столичному монастирі Пантократора. Про рівень античних знань у галузі гінекології та приймання пологів досить добре відомо зі збережених праць Сорана Ефеського, Аеція Амідского (V—VI століття) і Павла Егинського (VII століття). Процесом пологів керували повитухи, чиї знання ґрунтувалися на особистому досвіді. У разі ускладнень вдавалися до послуг лікарів, у розпорядженні яких були спеціальні інструменти. Материнська і дитяча смертність були високими. Про один такий випадок розповідає житіє святого IV—V століть Порфирія Газького:
«…якась жінка з міської знаті, на ім'я Елія, перед пологами впала у велику небезпеку, а причиною небезпеки було наступне; плід у неї виходив не природним чином, але прийняв зворотне, неприродне положення і, так як одна рука була висунута, то інше тіло не мало можливості пройти; воно лежало поперек в утробі, і бабки не могли надати йому природне положення. Страждання були сильні, так як болі штовхали плід щогодини; ще більшу силу отримали муки внаслідок того, що за першим днем настав наступний, а також і третій, і кожен ще більш болісний. Страждання простяглися на сім днів, при чому хвороба постійно посилювалася. І лікарі бажали зробити їй чревосечення, але побачивши занепад сил її, відмовилися від неї. Її батьки і чоловік Ірос, будучи шанувальниками демонів, щодня приносили за неї жертву, приводили заклинателів і знахарів, вважаючи, що ті допоможуть їй, але безуспішно».
Дитяча смертність мала також і кримінальні причини. Про поширеність залишення дітей та навіть їх вбивство розповідає богослов IV століття Григорій Ніський. З даних канонічного права можна зробити висновок про поширеність відмови від годування як форми дітовбивства. Аборт вважався не вбивством, а злочином проти чоловіка, і карався тілесними покараннями й засланням. З IX століття вчинення аборту було достатньою підставою для розлучення.
Згідно з традиціями, що склалися ще в доантичну епоху, візантійці сповивали своїх дітей; цю техніку описує Соран Ефеський. Дитину потрібно було сповивати цілком, включаючи голову й пальці. Це мало було забезпечити її захист від холоду і різних можливих нещасних випадків у перші тижні життя. Цей же лікар наводить рекомендації як годувати дитину. Грудне вигодовування слід починати з віку трьох днів, з цього ж віку можна було починати підгодовувати медом або медом, змішаним з козячим молоком. Деякі дослідники вважають, що в заможних сім'ях годування грудьми матерями вважалося негожим: для цієї мети слід було використовувати годувальниць. З іншого боку, житійна література вважала, що правильнішим з точки зору моралі є годування матір'ю. Відлучення дитини від грудей відбувалося зазвичай між другим і третім роками життя. Таке пізнє припинення годування груддю могло бути одним з чинників, завдяки яким візантійські сім'ї були небагатодітні.

### Догляд та виховання

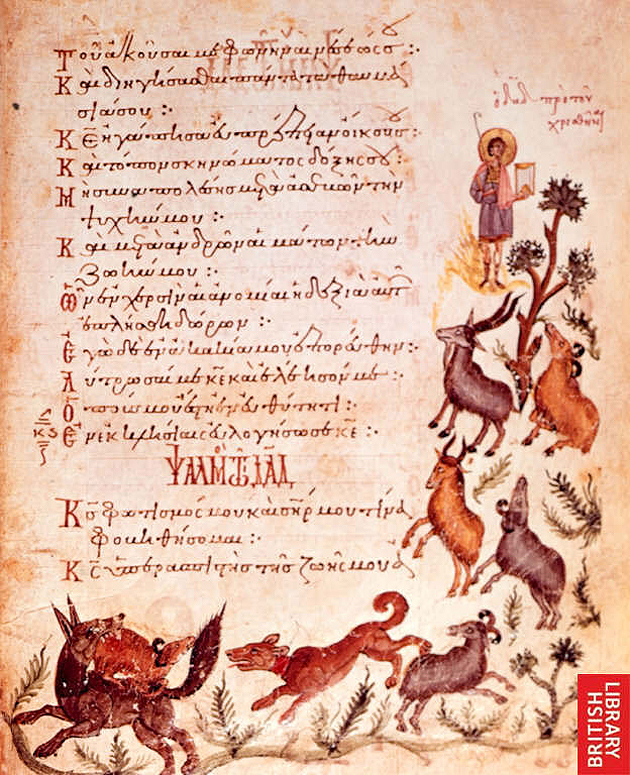
Давид пасе овець. Мініатюра з Феодорівської псалтири, 1066 рік

Питання про необхідність здорового харчування дитини розглядалося візантійцями в контексті релігійних уявлень. В цьому відношенні в агіографічній літературі частим мотивом була відмова майбутнього святого, що заздалегідь готує себе до аскетичного життя, від надмірностей у їжі. Житіє святого другої половини VI століття — початку VII століття Теодора Сикеота повідомляє про те, як він під різними приводами уникав прийому їжі разом зі своїми домочадцями: «Якщо ж його мати питала, з якої причини він не приходить до неї в обідню годину, він, морочачи їй голову, говорив, що, мовляв, „я не зумів відповісти урок грамоти, і мене змусили залишитися в училищі“, або що у нього був розлад шлунку, і йому не хотілося їсти». Те, що такого роду пояснення могли приводити до зловживань з боку батьків, які ухиляються від виконання своїх батьківських обов'язків, можна зробити висновок з 15 канону Гангрського собору (середина IV століття), який засуджує тих, хто «під приводом відлюдництва, не дбає» про своїх дітей. Іоанн Зонара і Феодор Вальсамон, що коментували в XII столітті цей канон, також засуджували подібну практику. Світське законодавство розглядало батьків, що не забезпечують належне годування дітей, як убивць. Обов'язок батьків забезпечувати своїх дітей харчуванням, одягом і житлом не припинявся після вступу дітей в самостійне життя. У раціон «звичайних» дітей входила та ж їжа, якою харчувалися і дорослі візантійці: яйця, сир, білий хліб, м'ясо птиці, риба, фрукти.
Про виховання дітей у Візантії історикам відомо не дуже багато, оскільки візантійська література, за висловом відомого візантиніста Г. Г. Літаврина, — це література без дітей. У духовному відношенні основною турботою батьків було виховати в своїх дітях побожність і благочестя, керуючись зразками та ідеями Нового Завіту (наприклад, Еф 6:5). Головними моральними цінностями, яким вчили дітей відповідно до християнської моделі виховання, були покора й шанобливість до батьків. Виховання в такому дусі, успадкованому від стародавньої Юдеї, мало велике значення, захищаючи родину від розпаду. Закладені в дитинстві уявлення про субординацію потім ставали основою суспільного устрою: дружини мали підкорятися чоловікам (Еф 5:22), діти — батькам, раби — господарям, християни — світській владі, все людство — Богу. Померлого батька візантієць мав оплакувати з голосінням; відповідно до традиційного ритуалу чоловік-глава сім'ї таким же чином висловлював свою скорботу і за інших нещасть. Настільки ж не багато відомо про ігри візантійських дітей. Досить поширеним мотивом в агіографії був опис сцен з життя майбутнього святого, коли він відмовлявся від ігор разом з іншими дітьми, своїми ровесниками, або іншого спільного проведення часу з ними. Дорослі святі нерідко застосовували свої цілительські таланти для лікування травм, отриманих дітьми під час ігор. Нарешті, ілюстрації ілюмінованих рукописів іноді містять зображення дитячих ігор. Серед дітей і дорослих були популярні ігри в м'яч. Крім того, Іван Золотоустий згадує серед предметів дитячих ігор обручі, астрагал і гальку. Никита Хоніят, розповідаючи про ігри одинадцятирічного сина імператора Мануїла I Олексія, розповідає, що той «грав у горіхи або бавився киданням камінців».
Не в останню чергу бажання візантійців заводити дітей зумовлювалося необхідністю отримати допомогу у веденні домашнього господарства або ремесла. Житія містять численні приклади того, як вже у віці 6 років селянські хлопчики залучалися до роботи в полі. Для дітей заможніших батьків такий спосіб виховання був менш характерний. Хлопчики часто працювали пастухами. У заможних і знатних сім'ях дитина до 5-7 років перебувала під опікою мешканок гінекею, після чого турботу про неї доручали наставникові, який спостерігав за іграми вихованця і вчив його грамоти. Хлопчик зі знатної родини міг кілька років жити в будинку своєї нареченої. Діти шляхетних родин могли бути віддані на виховання до палацу імператора і росли разом зі спадкоємцем престолу. З цього кола виходили майбутні вищі чиновники й воєначальники. Більшість аристократів прагнуло підготувати своїх синів до військової кар'єри, і відповідно до цього будувалося виховання знатних нащадків. З 14-15 років вони вже брали участь у військових походах. Про заняття дівчаток відомо значно менше, ймовірно, це була домашня робота. У знатних сім'ях дівчата могли отримати добру освіту, яскравим прикладом чого є доля дочки імператора Олексія I Комніна Анни.

### Освіта

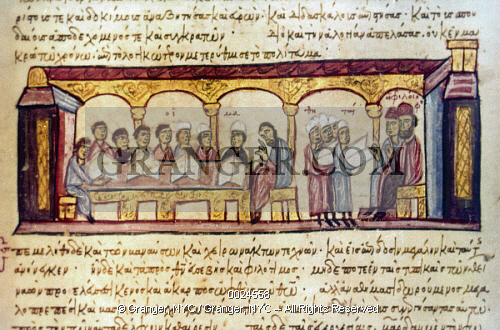
Константинопольська філософська школа, ілюстрація з мадридської рукописи хроніки Іоанна Скіліци, XIII—XIV століття

Грамотність суспільства була досить високою, поширеною в усіх соціальних верствах і у всіх частинах імперії. Початкову освіту діти отримували або дома від батьків, або в багатих сім'ях від особистого вчителя. Візантія успадкувала греко-римську систему освіти, в якій організація навчального процесу була справою приватної ініціативи. Навчання починалося після досягнення дитиною віку шести або семи років. З цього віку діти починали вчити напам'ять велику кількість текстів, здебільшого — релігійного змісту. Освіта в цілому велося грецькою мовою, і завданням цього етапу освіти було «еллінізувати» мову дитини. Найчастіше грамоти навчалися в місцевих школах і при монастирях. Про порядок організації монастирських шкіл відомо з відповіді на 15-те запитання «Великого Аскетікона» Василія Великого. У порівнянні з античною системою, у школі Василія була скасована фізична культура. Старших дітей потрібно було навчати окремо від молодших, однак кращих серед старших учнів призначали у вчителі молодшим; молитву старші й молодші здійснювали спільно.
Для організації початкової школи потрібно було тільки знайти вчителя, приміщення та книгу, і тому вони існували повсюди, сприяючи поширенню початкової грамотності. Як зауважив Дж. Б. Бюрен, бажанням будь-якого візантійського батька було дати своїй дитині хоч якусь освіту, і кожен, хто міг знайти на це гроші, робив це. Для дослідження поширеності грамотності серед дітей з різних соціальних верств і регіонів Візантії надзвичайно корисна житійна література, оскільки, за рідкісним винятком, святі були єдиною категорією жителів імперії, про життя яких збереглися досить докладні відомості. Типовими прикладами є знаменитий місіонер Кирил, який, навчаючись читанню в Солуні і відчуваючи труднощі в розумінні творів Отців Церкви, відбув за поглибленими знаннями в Константинополь, або засновник Великої Лаври Афанасій Афонський, який не зміг задовольнити свою тягу до знань у Трапезунді. Грамотність сільського населення була, очевидно, істотно нижчою, проте кількість людей, освічених достатньо, щоб поставити підпис під своїм шлюбним договором, як це пропонувала Еклога (VIII століття), було значним.
Вища освіта буле менш доступною і в «темні століття» візантійської історії з VII по першу половину IX століття її було складно отримати навіть у Константинополі. У провінції людей, готових займатися викладанням поглиблених курсів наук, було ще менше. Діти селян в своїй більшості були позбавлені можливості отримати поглиблену освіту. Однак для найталановитіших учнів, що показали значні успіхи до віку 12 років, можливість протягом двох — трьох років продовжити навчання граматиці за межами Гомера і псалмів була цілком доступна. Відомості про кількість шкіл, тривалість освіти, кількість учнів уривчасті. Для другої чверті X століття в Константинополі достеменно відомо про існування не менше чотирьох середніх шкіл, у кожній з яких на кожному році навчання було 20-30 учнів. Все сказане раніше стосується переважно освіти хлопчиків; про способи отримання освіти дівчатками практично нічого не відомо.
З погляду практичної цінності освіта була важливою в разі вибору духовної або чиновницької кар'єри. Технічні знання й навички зазвичай отримувалися вже під час виконання роботи. Переважний погляд на освіту розглядав її як необхідну підготовку до доброчесного християнського життя, а не як цінне саме по собі самовдосконалення. Така точка зору передбачала більшу увагу під час навчання до творів, що доносять до читача моральні цінності, які допоможуть досягти спасіння. Таким чином, в дитяче коло читання, крім Біблії, входили житія святих — оскільки повчальні розповіді про дитинство святих були невід'ємною частиною творів цього жанру, повчальні байки Езопа тощо. Ймовірно, діти читали і такі літературні твори, як «Оповідання для дітей про чотириногих тварин», Дігеніс Акрітас, історії про Александра Великого та інші твори, цікаві також і дорослим.

### Хвороби й смерть
З кінця XX століття для дослідження дитинства в середні віки, зокрема у Візантії, почали застосовуватися археологічні методи. Тільки в останні десятиліття була спростована теорія про те, що дитячі останки не зберігаються після руйнування поховання. В даний час дитяча біоархеологія є розвиненою науковою дисципліною, що дозволяє встановлювати різні обставини життя й смерті дитини. Детальний опис дитячих похоронних ритуалів відомий з промови Михайла Пселла у зв'язку зі смертю його дочки Стіліан.
У зв'язку з частими ускладненнями вагітність і пологи вважалися у Візантії критичними періодами в житті матері й дитини. Різні проблеми й захворювання в цей період часто зв'язувалися з втручанням злих духів, зокрема демониці Гелло, що нібито з'являлася вагітним і викликала неправильне передлежання плоду або вбивала новонароджених. Збереглися ранньовізантійські бронзові або свинцеві амулети, що зображують напівжінку-напівзмію з розпущеним волоссям, яку вражає списом святий вершник. Такий або інші амулети батьки давали новонародженому або вішали на його колиску. Рівень дитячої смертності був надзвичайно високим. Різноманітні методи дослідження, застосовані для різних регіонів й історичних періодів, дають оцінки смертності у віці до 15 років від 39 % (ранньо-та середньовізантійський період в історії Криту, дані Х. Бурба на основі біоархеологіческіх досліджень) до 50 % в Малій Азії, Єгипті і Палестині (Е. Патлагеан на основі даних могильних написів). Таку ж оцінку для Македонії XIV століття отримала А. Лаіу на основі даних переписів. Згідно з даними Лаіу, половина дітей померла протягом перших 5 років життя.
Грецька дослідниця Е. Пулаку-Ребелаку детально дослідила питання про існування педіатрії у Візантії й дійшла висновку, що такої медичної дисципліни (у сучасному її розумінні) у Візантії не було. Хоча є свідчення існування інших медичних спеціальностей і відповідних відділів у відомих лікарнях, в основному в Константинополі, свідоцтв про діяльність педіатричних відділень немає. Однак у медичних текстах, як правило, є спеціальні розділи, присвячені дітям. Наприклад, Орібазій (IV століття), Аецій Амідський (V—VI століття) і Павло Егінський (VII століття) в своїх трактатах приділяли увагу догляду за новонародженими і їх годівлі, а також способам лікування поширених хвороб: запалень, опіків, вад розвитку, проблемам під час прорізування зубів. Такі хвороби, як віспа, кір і скарлатина, найчастіше були смертельними. Випадків патології зубів в археологічних матеріалах виявлено небагато. Сучасні методи досліджень дозволяють ефективно виявляти випадки залізодефіцитної анемії. Викликані цим синдромом патології Cribra orbitalia і поротичний гіперостоз були досить поширеними, що пояснюється, ймовірно, дієтою на основі козячого молока й меду.

## Правове становище

### Успадкування майна
За Кодексом Юстиніана (VI століття) повноліття для юнаків наставало між 20 і 25 роками, для дівчат — між 18 і 25 роками. Еклога (VIII століття) уточнювала, що для неповнолітніх, які перебувають під опікою дитячого будинку, монастиря чи іншого закладу з подібною функцією повна правоздатність наставала після досягнення шлюбного віку й укладення шлюбу. Якщо ж це не відбувалося до настання 20 років, заклад опіки мав надати в повну власність опікуваним належну їм спадщину. На початку правління Македонської династії сталося повернення до Юстініанівської норми про 25 років. Імператор Лев VI (886—912) прийняв додаткові закони щодо захисту майна сиріт і встановив вік настання повноліття — 18 років для жінок і 20 для чоловіків. Оскільки головним пріоритетом відповідного законодавства був захист майна сиріт, бралися до уваги випадки, коли після досягнення зазначеного віку опікуваний ще не був морально готовий до вступу в права спадщини, або ж навпаки — це право могло бути йому надано раніше. Рішення з цих питань належало до компетенції імператора або спеціальної установи.
Візантійська система успадкування ґрунтувалася на принципі окремого успадкування, коли всі діти мали право на свою частину майна. У разі відсутності заповіту всі діти успадковували рівні частки. У деяких випадках це могло призвести до утиску прав старшого покоління й розмивання сімейної власності. У різні періоди принципи успадкування змінювалися, але основними віхами, коли проводився перерозподіл майна, були одруження дітей і смерть батьків. Згідно із законом дітям належало від третини до половини власності матері. Закон визнавав також деякі права позашлюбних дітей на спадщину батька. Виходячи з даних житійної літератури, вважається, що зазвичай у сім'ях було не більше 3-4 дітей. Селянські родини були меншими за родини аристократів.

### Положення в сім'ї
Терміном, що позначає дитину, яка перебуває під владою (лат. patria potestas) батька сімейства, був дав.-гр. ὑπεξούσιος. На відміну від Стародавнього Риму, де лат. patria potestas був владний над життям і смертю своїх дітей чи онуків, у пізній Римській імперії дітовбивство було заборонено вже 370 року імператором Валентиніаном I (364—375); заборона була відновлена в Кодексі Феодосія (V століття). Продаж власних дітей у рабство був заборонений, хоча законом імператора Костянтина Великого від 329 року це допускалося в разі крайньої бідності. Законодавство Юстиніана I визнало право на життя за ембріоном. Новелою Льва VI за матерями визнавалася не юридична, але моральна влада над своїми дітьми. У разі смерті чоловіка вдова, якщо вона не вступала в шлюб вдруге, брала на себе відповідальність за дітей. Правоздатність наставала у віці 25 років, але за Лева VI це положення було уточнено, і емансипація була надана незалежно від віку в разі заснування власного господарства. Ранньовізантійське законодавство в цілому успадкувало римське в частині питань, що стосувалися поняття patria potestas. Існувала класифікація дітей залежно від соціального стану їх батьків, що зводилося до принципового поділу дітей на законних і побічних. Patria potestas не поширювалося на всиновлених дітей. За традиційними уявленнями візантійців, зафіксованим в творі XI століття «Поради і розповіді» Кекавмена, діти мали шанувати й поважати своїх батьків. Щодо дочок автор давав наступну рекомендацію: «тримай дочок в заперті як засуджених, осторонь від чужих очей, щоб не опинитися в становищі вжаленого змією».
Більш ніж тисячолітня історія Візантії, різноманітність історичних та географічних умов не дозволяють однозначно охарактеризувати структуру візантійської сім'ї. За думкою О. П. Каждана, візантійські домогосподарства мали в своїй основі нуклеарну сім'ю, проте в документальних і агіографічних джерелах згадуються і розширені сім'ї з 20-30 осіб. У таких сім'ях було місце для складних неспоріднених відносин, таких як усиновлення та опіка. Членами сім'ї також вважалися хресні батьки, які обиралися з міркувань престижу. Вони підтримували з дитиною тісний зв'язок протягом усього життя, забезпечуючи духовне керівництво. Часто всі діти одних батьків мали одних і тих же хрещених.
Від синів та дочок очікувалося, що вони будуть допомагати своїм батькам у старості. Вдови, яких, судячи за джерелами, було досить багато (внаслідок високої чоловічої смертності), важко переносили своє становище. Вони успадковували сімейне майно й відповідальність за виховання та одруження дітей. Якщо вони відразу не могли довірити турботу про благополуччя сім'ї сину, то сподівалися на це в майбутньому. Якщо ж син вирішував обрати духовну кар'єру, то ці зобов'язання ставали перешкодою його планам. Найкращим виходом в такому випадку було відправити матір і сестер до монастиря. Обов'язок дітей допомагати батькам в бідності й старості була зафіксована також у світському законодавстві й церковних канонах.

### Сексуальність і укладення шлюбу

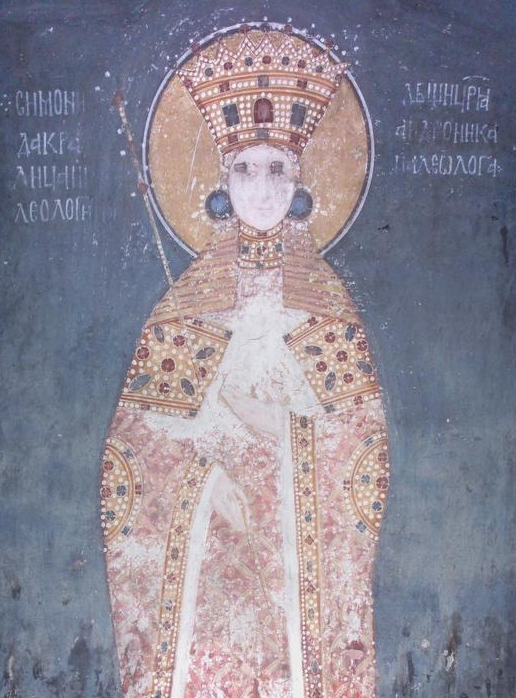
Королева Симоніда, фреска з монастиря Грачаніца, XIV століття

Візантійське шлюбне законодавство доволі обширне. За римським правом, припустимим віком для укладення шлюбу були 12 років для дівчаток і 14 років для хлопчиків. Заручини могли відбутися вже в 7 років, однак на практиці могли бути накладені додаткові обмеження в зв'язку з тим, що після заручин дівчинка переходила жити до хати майбутнього чоловіка і позбавлялася захисту своїх батьків. Згідно з новелою 109 імператора Лева VI заручини дітей молодших семи років допускалися тільки з дозволу імператора. Візантійське законодавство допускало ранні шлюби для дівчаток, які не досягли 12 років; в цьому випадку чоловік повинен був чекати досягнення відповідного віку своєї неповнолітньої дружини для вступу в статеві стосунки. На практиці, однак, батьки дівчаток часто завищували їх вік і обходили це обмеження. Якщо священнослужителі дізнавалися про такі випадки, вони мали право розірвати шлюб. Митрополит Іоанн Апокавк розірвав шлюб між 30-річним чоловіком та шестирічною дівчинкою і наклав покарання на причетних до укладення цього союзу. Однак у деяких відомих церковних документах — постанові патріарха Михайла Анхіальского (роки понтифікації 1170—1178) і у виданні юридичного збірника Прохирон другої половини XII століття — допускалися шлюби у віці 6 років.
Ранні шлюби були особливо поширені у вищому суспільстві, де вони укладалися для зміцнення зв'язків між родинами. Про один з випадків протизаконного шлюбу повідомляє історик Никита Хоніят. Після повалення імператора Олексія II Комніна (1180—1183) його дядьком Андроником переможець одружився з 11-річною вдовою свого племінника. У 1299 році п'ятирічна дочка імператора Андроніка II Палеолога Симоніда була видана в шлюб з майже 50-річним королем Сербії Милутином. Як повідомляє історик Никифор Григора, чоловік не став чекати належного віку та скоїв консумацію шлюбу, коли Симоніді було лише 8 років, завдавши їй важких травм. Попри бажання дочки кинути чоловіка й вступити до монастиря, з політичних міркувань Андронік II заборонив їй це.
Дитяча проституція була поширеним явищем, і, згідно з істориком VI століття Іоанни Малали, в його час незаможні батьки продавали своїх дочок за 5 солідів. Особливим попитом користувалося право здійснити дефлорацію. Видана в 535 році новела Юстиніана I забороняла залучення в проституцію дітей, молодших десяти років. За цього з різних згадок в джерелах можна зробити висновок про те, що в пізнішому віці проституція допускалася. Про те, що майбутня дружина цього імператора в дитинстві займалася проституцією, у своїй «Таємній історії» повідомляє Прокопій Кесарійський: «Феодора, будучи ще незрілою, не могла ще сходитися з чоловіками і мати з ними зносини як жінка, але вона вдавалася любострастію на чоловічий лад з негідниками, одержимими диявольськими пристрастями, хоча б і з рабами, які, супроводжуючи своїх панів в театр, знайшовши хвилинку, між справою віддавалися цьому мерзенному заняттю».
Гомосексуальні стосунки у Візантії були заборонені при Юстиніані I, а законом 726 року встановлювалася відповідальність дітей старших 12-и років за участь в них, оскільки передбачалося, що в цьому віці діти вже в змозі зробити усвідомлений вибір. У інших відносинах відповідальність наставала раніше. Так, законодавчий звід IX століття Ісагога встановлював покарання у вигляді смертної кари за вбивство, починаючи з семи років; ранніше законодавство не встановлювало навіть такого обмеження; схолії до цього закону встановлювали, що малолітні діти (дав.-гр. ἴμφας) не в змозі усвідомити негожість такого вчинку. Педофілія також була надзвичайно поширена. Звинувачення в цьому пороці хроністи пред'являли імператорам Феодосію II (роки правління 402—450), Костянтину V (роки правління 741—755) і високопоставленому чиновнику Юстиніана I Іоанну Каппадокійському. За Іоанном Златоустом (початок V століття), з цієї причини матері боялися відпускати дітей далеко від будинку. Педофілія каралася як за світськими законами, де карою за неї була страта через відрубання голови, так і за церковними, що накладали за неї покаяння протягом 19 років.
Інцест, як і інші сексуальні девіації у Візантії, суворо засуджувався і неодноразово заборонявся законодавчо. Однак конкретних випадків відомо не багато. Найвідоміший з них — другий шлюб імператора Іраклія I (роки правління 610—641) зі своєю 14-річною племінницею Мартіною. З погляду законодавства такі близькоспоріднені шлюби були в деякі періоди законними: між двоюрідними братами та сестрами — до 741 року і між дядьком та племінницею — до 342 року.

## Сироти

### Відмова від дітей
Причини, що призводили до появи сиріт у Візантії, були як природними, пов'язаними зі смертю обох батьків або тільки батька, так і соціальними (відмова від дитини з різних причин). Достеменної статистики поширення цього явища не існує ні для Візантії, ні для попередніх періодів історії. Складно також сказати, як змінилася частота відмов від дітей з християнізацією імперії. Історії про відмову від дітей відомі з часів ранньої античності. Це питання порушувалося в листуванні губернатора Віфінії Плінія Молодшого з імператором Траяном (роки правління 98-117). Пліній звернув увагу імператора на те, що багато вільних жителів його провінції кидають своїх дітей, яких потім інші люди підбирають і перетворюють на рабів. Відповідь Траяна на це свідчила, що якщо існувала можливість встановити вільне походження таких дітей, яких називали θρεπτός, то їх слід було звільнити. Відомий документ часів царювання Марка Аврелія (роки правління 160—180), що, ймовірно, стосується лише Римського Єгипту (дав.-гр. Γνώμων τοῦ Ἰδίου Λόγου), згідно з яким чиновникам слід було здійснювати утримання чверті майна померлої людини, яка вчинила усиновлення. Метою цього було припинення зловживань бездітних громадян, чиє майно в іншому випадку належало б державі повністю. Художній опис причин і обставин, пов'язаних із відмовою, наводиться в популярному романі II століття «Дафніс і Хлоя». У цьому творі розповідається про виявлення пастухами на острові Лесбос покинутих за подібних обставин хлопчика й дівчинки. Згодом з'ясувалося, що їх батьками є місцеві аристократи. Батько Дафніса вчинив так тому, що вже мав трьох дітей і цього йому було досить. Батько Хлої після понесених ним великих витрат, пов'язаних з виконанням цивільних обов'язків, став занадто бідним. Батько Дафніса очікував, що залишена дитина мала померти. З іншого боку, згідно з дав.-гр. Γνώμων τοῦ Ἰδίου Λόγου, дітей залишали в особливому часто відвідуваному місці, де їх могли легко виявити.
Ранні християнські письменники суворо засуджували практику відмови від дітей незалежно від причини. Серед засуджених ранньохристиянським апологетом Афінагором Афінським явищ — гладіаторські гри, публічні страти, аборти й відмови від народжених дітей. Долю залишених дітей прояснює також свідоцтво Юстина Мученика (II століття): «Ми, щоб нікого не турбувати і самим не грішити, тримаємося таких думок, що підкидати новонароджених немовлят є справа поганих людей; по-перше тому, що майже всі такі, ми бачимо, не тільки дівчатка, але і хлопчики вживаються на перелюбі, і як стародавні, кажуть, тримали стада биків або кіз, або овець, або коней, так нині і діти вживаються тільки для цієї ганебної справи». Наприкінці II століття, висміюючи в «Педагозі» вади сучасного йому суспільства, Климент Олександрійський засуджував розпусних жінок, які «осиротілих хлопчиків не допускають до себе, вони, папуг і зуйок годують; власних своїх дітей підкидають вони, а молодих птахів приймають до себе в будинок». У IV столітті богослов Василій Великий порівнював батьків, які залишають своїх дітей, з орлами, які викидають одного зі своїх пташенят (яких потім рятують і вигодовують фенікси), щоб приділити більше уваги тим, що залишилися. Щодо людей Василь пояснював це явище у бідних нездатністю забезпечити своїх дітей, а у багатих — небажанням ділити своє майно на дрібні частини.
Починаючи з правління імператора Костянтина Великого (роки правління 306—337) держава стала приділяти увагу підтримці сиріт. 315 року він, з метою запобігання дітовбивства, дав розпорядження префекту Преторію виділяти гроші малозабезпеченим батькам. Цей закон поширювався спочатку тільки на Італію і 322 року аналогічний закон було видано для Африки. Однак невідомо, чи була ця програма підтримки поширена на всю імперію, а серед законодавства Юстиніана I (528—565) немає згадок про подібні платежі. Імовірно, ця ініціатива Костянтина виявилася занадто дорогою. У той же час, однак, Костянтин не заборонив стародавній звичай відмови від дітей, проте він змінив закон Траяна про статус θρεπτός, і тепер рішення про те, бути їм рабами або ж вільними, визначалося не тим, ким були їхні біологічні батьки, права яких вважалися повністю втраченими, а рішенням прийомних батьків. 336 року Костянтин заборонив успадкування від неодружених матерів. На думку історика Дж. Босуелла метою цих законів було зміцнення сім'ї з метою підвищення економічної та політичної стабільності в суспільстві. Відповідно до інших поглядів метою було зробити відмову від дітей непривабливою і заохотити усиновителів. За наступних імператорів ці закони підтверджувалися з незначними змінами. Феодосій II (402—450) зобов'язав усиновителів реєструвати дітей у місцевого єпископа для забезпечення їх прав. 529 року Юстиніан I позбавив усиновителів можливості перетворювати зна́йду на раба. Згідно із законом 541 року тих, хто відмовляється від дітей, навіть у публічному місці, карали смертю. Нарешті, в Дигестах було прийнято ухвалу юриста III століття Юлія Павла, який прирівняв відмову від дитини до вбивства. Подальше законодавство сповідувало цей принцип.
Долею сиріт, які перебували під опікою суспільства, займалося відомство під керуванням спеціального чиновника — орфанотрофа, у віданні якого перебувала система державних притулків. Існували також керовані церквою дитячі ясла (дав.-гр. βρεφοτροφεία), в яких, ймовірно, діти перебували до переведення в притулок.

### Усиновлення

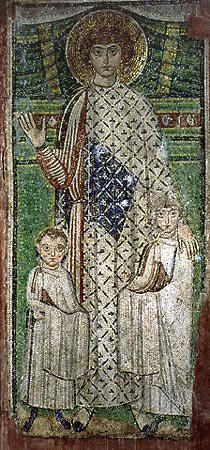
«Святий Юрій і діти» (вотивна мозаїка базиліки святого Дмитрія в Салоніках, VII—VIII ст.)

Усиновлення у Візантії (ср.-грец. νίοθεσία) було, поряд з хрестильною і ритуальною спорідненістю, однією з форм «спорідненості за угодою» на противагу формам кровного споріднення. Для усиновлення та спорідненості за хрещенням використовувалася подібна термінологія, що пов'язано з законодавчими реформами імператора Лева VI (886—912), три новели якого присвячені питанням усиновлення. Новела 24 встановлювала, що більше неприпустимі шлюби між рідними і прийомними дітьми, оскільки усиновлення встановлюється церковним благословенням. Фактично, ця новела прирівнювала усиновителя до хрещеного батька. Новели 24 і 27 розширювали перелік потенційних усиновителів, додавши до нього дівчат, бездітних жінок і євнухів. З цього моменту остаточно припиняється встановлення права patria potestas в результаті усиновлення, що розуміється тепер як прояв турботи про дитину. В обов'язок дитини за цього входили турбота про батьків у старості й допомогу в управлінні майном за його наявності.
Від періоду XIII—XIV століть збереглося досить багато юридичних документів про усиновлення. Деякі з них були укладені між біологічними й прийомними батьками, інші — між усиновителями і всиновлюваними. У першому випадку, наприклад, бідна вдова, що залишилася з двома дочками, віддавала на удочеріння в заможнішу сім'ю одну з дочок. У другому випадку договір укладали бездітні пари, які бажали продовжити свій рід, з людьми, які досягли 25 років або старші. Самі собою ці договори не встановлювали відносини усиновлення, для якого як і раніше була потрібна участь церкви. Контракт фіксував зобов'язання сторін: прийомна мати обіцяла не ухилятися від виконання даного договору, зокрема, не віддавати дитину назад. Усиновлювані, у свою чергу, зобов'язувався служити своїм прийомним батькам, начебто вони були їх рідними кровно, і ставитися до них з повагою. Інші зобов'язання батьків могли передбачати надання посагу після досягнення шлюбного віку і навіть призначення дитини своїм спадкоємцем. Таким чином, хоча прийомна дитина і входила в сім'ю, ставала її членом з погляду оподаткування, в якихось відносинах вона могла мати менші права, ніж якби була рідною. Хоча такі договори не відомі для раніших періодів, їхні формулювання, імовірно, походять від набагато раніших.
Найвідомішим випадком є детально описане Михайлом Пселлом удочеріння, яке він вчинив після того, як його єдина дочка померла у віці 8 років. Бажаючи забезпечити майбутнє прийомної дочки, Псьол в ранньому віці обручив її з якимсь Елпідієм, сином протоспафарія, давши посаг у розмірі 50 фунтів золота, 20 з яких мали піти на покупку посади протоспафарія Елпідієм. Після того як Елпідій показав себе ледачим і нездатним до посади, заручини були розірвані й прийомна дочка уклала шлюб з іншою людиною. Її сина Псьол розглядав як продовження самого себе. В цілому турбота про хороший шлюб для прийомних дітей була поширеним явищем. У XI столітті мали місце усиновлення з політичних міркувань: усиновлення імператрицею Зоєю Михайла Калафата, Никифора Бриєннія Никифором III Вотаніатом тощо. Іконографічно усиновлення позначалося сидінням дитини на колінах прийомного батька.
Візантія сприйняла римську концепцію опікунства (дав.-гр. ἐπιτροπεία) без будь-яких змін. Основними завданнями опікуна були управління власністю дитини та організація її шлюбу. Вимога того, щоб дорослий чоловік захищав права дитини, який втратив своїх батьків, міститься вже в Законах дванадцяти таблиць (близько 450 року до н. е.). Поступово вимоги до опікунів та сфера їх обов'язків ускладнювалися. У I столітті до н. е. визначення опікунства дав Сервий Сульпиций Руф, згідно з яким воно було захисною владою опікуна (лат. tutor) над вільною особою, занадто молодою, щоб захистити себе самому. До III століття законодавство, що стосується опікунства (лат. tutela), стало досить великою галуззю римського права, що вимагадл, на думку класичних юристів, спрощення. Проте формула Сульпіція була використана без змін Павлом, а потім в Інституціях Юстиніана, Прохірон імператора Василя I (867—886) і в «Шестикнижжі» Арменопула (XIV століття). Опіка могла встановлюватися або за заповітом, або за призначенням з числа родичів, як чоловіків, так і жінок. Право здійснювати опіку над своїми дітьми було надано вдовам, які не вступили в шлюб повторно, за Феодосії I (379—395), а за Юстиніани I це право було поширене на бабусь. Сексуальний зв'язок між опікуном і прийомною дитиною категорично заборонявся.

## Діти і церква
Розвиток візантійської дитини супроводжувався великою кількістю обрядів, кожен з яких відзначав настання нового етапу в її житті зі своїми правами та обов'язками. Одні з них були публічними, наприклад, присвоєння імені, хрещення, воцерковлення, перша стрижка бороди у хлопчиків і заручення. Інші події відбувалися в сімейному колі: перше купання, перша стрижка, поява першого зуба, відлучення від грудей. Багато з цих ритуалів мали релігійний зміст і описані в Євхології. Незабаром після народження батьки вибирали ім'я дитині, часто на честь відомого святого або подвижника. Правильний вибір імені вважався надзвичайно важливим і для його здійснення батьки вдавалися, зокрема, і до не цілком ортодоксальних методів. Іван Золотоустий засуджує висхідну до язичницьких часів практику, коли для вибору імені запалювалися кілька лампад, з кожною з них зіставлялося ім'я святого. Після того, як всі вони догорять, дитині давали ім'я того святого, чия лампада догоріла останньою. Це мало було забезпечити йому довше життя. У середньовізантійський період дітей найчастіше називали на честь дідусів і бабусь. До найпопулярніших імен належали Іоанн і Марія. На восьмий день, перед хрещенням, ім'я підтверджував священнослужитель, благословляючи дитину. У ранній період візантійської історії хрещення проводилося після настання дитині трьох років, а з VI століття — між 8 і 40 днями життя. У разі, якщо була небезпека для життя дитини, церемонія могла бути проведена на першому тижні. Саме хрещення, як воно описано в Євхології, було тривалою і складною процедурою, в яку не вносили змін після того, як вона стала застосовуватися не тільки до вже дорослих послушників. Після того, як хрещення стало проводитися в дитинстві, від дитини більше не вимагалося демонструвати розуміння основ християнської віри. У середньовізантійський період урочисто відзначалися також церемонії миропомазання і першого причастя, після якого діти вважалися повноправними членами церковної громади. Однак до 12 років сповідь не вважалася необхідною перед причастям. Настання пубертатного віку визначався для хлопчиків ритуалом збривання бороди, а для дівчаток — покриванням голови. На питання про те, чи застосовувалися ці ритуали як знак посвяти дитини в духовну кар'єру, сучасні дослідники відповідають негативно.
Церква також брала участь в долі підростаючого покоління, приділяючи особливу увагу сиротам. У IV столітті єпископ Василь Кесарійський приймав у свою чернечу громаду сиріт і заснував школу для хлопчиків і дівчаток, не тільки сиріт. Притулки для сиріт часто перебували під опікою єпископів, найбільші притулки були при монастирях. Батьки відправляли своїх дітей у монастирі також із метою отримання освіти. У ранньовізантійський період діти могли розпочати навчання в монастирі з семи років, з 692 року цей вік був збільшений до десяти років. Однак отримання освіти в монастирі передбачало обов'язкове (за єдиним винятком школи Студійського монастиря) прийняття чернечих обітниць, що було прийнятним не для всіх дітей. Типикони більшості монастирів забороняли з міркувань моральності спільне перебування на своїй території євнухів, хлопчиків і жінок.